# Philipp Adolf von Ehrenberg

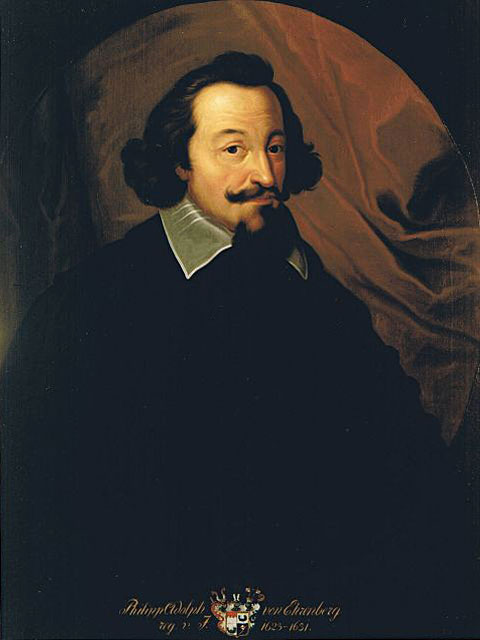
Philipp Adolf von Ehrenberg

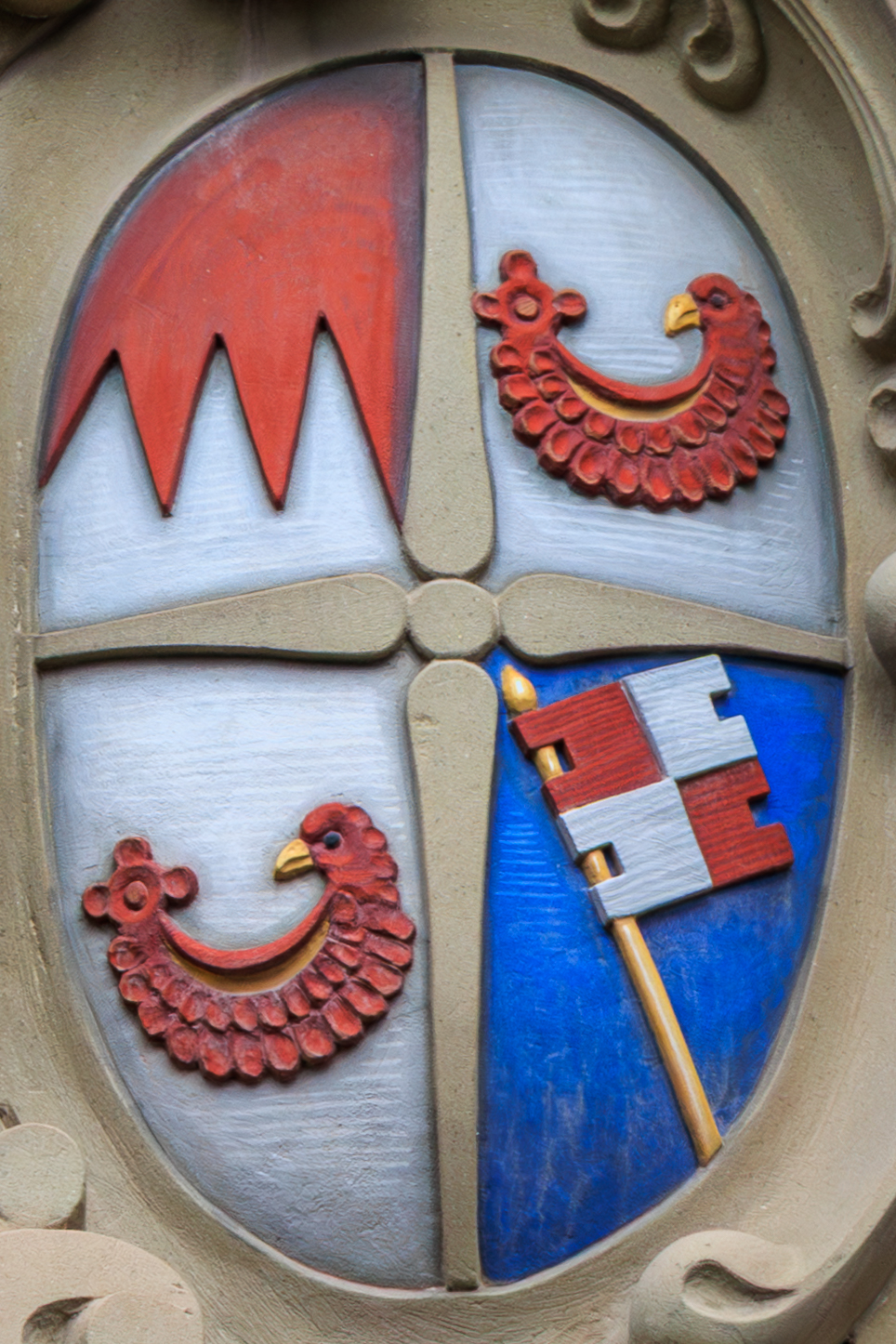
Wappen Philipp Adolfs von Ehrenberg an der Würzburger Neubaukirche

Philipp Adolf von Ehrenberg (* 23. September 1583 in Heinsheim; † 16. Juli 1631 in Würzburg) war von 1623 Fürstbischof von Würzburg, Gegenreformator und Hexenverfolger.

## Leben und Wirken
Philipp Adolf entstammte dem Geschlecht der Herren von Ehrenberg, deren Stammsitz Burg Ehrenberg bei Heinsheim am Neckar war. Sein Vater Johann Heinrich von Ehrenberg († 1584) war seit 13. Juni 1564  mit Margarethe (4. Februar 1549–1611), der Schwester des Fürstbischofs von Würzburg Julius Echter von Mespelbrunn verheiratet. Auf dem Grabmal seines Vaters ist Philipp Adolf neben den Eltern und dem Heiland als eines von acht Kindern dargestellt.
Sein Onkel Julius Echter von Mespelbrunn nahm maßgeblichen Einfluss auf die Entwicklung des jungen Philipp Adolf. Nachdem sein älterer Bruder Peter von Ehrenberg auf seine kirchlichen Pfründen verzichtet hatte, trat Philipp Adolf in den geistlichen Stand ein. Er wurde am 6. Februar 1623 zum Fürstbischof von Würzburg gewählt, die Wahl wurde am 19. März 1624 von Papst Urban VIII. bestätigt.
Zum Abschluss seines Lebens gab er ein katholisches Gesangbuch heraus unter dem Titel Alte und Newe Geistliche Catholische außerlesene Gesäng.

## Hexenprozesse
Fürstbischof Philipp Adolf von Ehrenberg betrieb eine harte Rekatholisierungspolitik. Zugleich ist sein Name mit den Hexenprozessen in Würzburg verbunden, die zwischen 1626 und 1630 ihren Höhepunkt erreichten. Ein zeitgenössisches Flugblatt beschreibt, dass in den Jahren 1629 und 1630 mehr als 900 angebliche Hexen im Hochstift verbrannt worden sein sollen. Diese Opferzahlen sind nicht durch andere Quellen nachweisbar, werden aber in der Forschung als authentisch angesehen. Die Hexenverfolgung erfasste Menschen aller Stände: Adlige, Ratsherren und Bürgermeister wurden neben einfachen Leuten verbrannt. Auch wenn sich anhand der Quellenlage keine vollständigen Statistiken erstellen lassen, kann die Forschung Mindestopferzahlen für bestimmte Gruppen belegen. So können insgesamt 48 nachgewiesene Opfer als Geistliche und Alumnen identifiziert werden. 26 nachgewiesene Opfer waren Kinder und mindestens vier Opfer gehörten dem Adelsstand an.
Vermutlich erst durch ein Urteil des Reichskammergerichts fanden die massiven Hexenverfolgungen im Hochstift Würzburg unter Ehrenberg ein Ende. Mit dem Tod des Fürstbischofs am 16. Juli 1631 endeten die Massenverfolgungen im Bistum.

## Grabmal

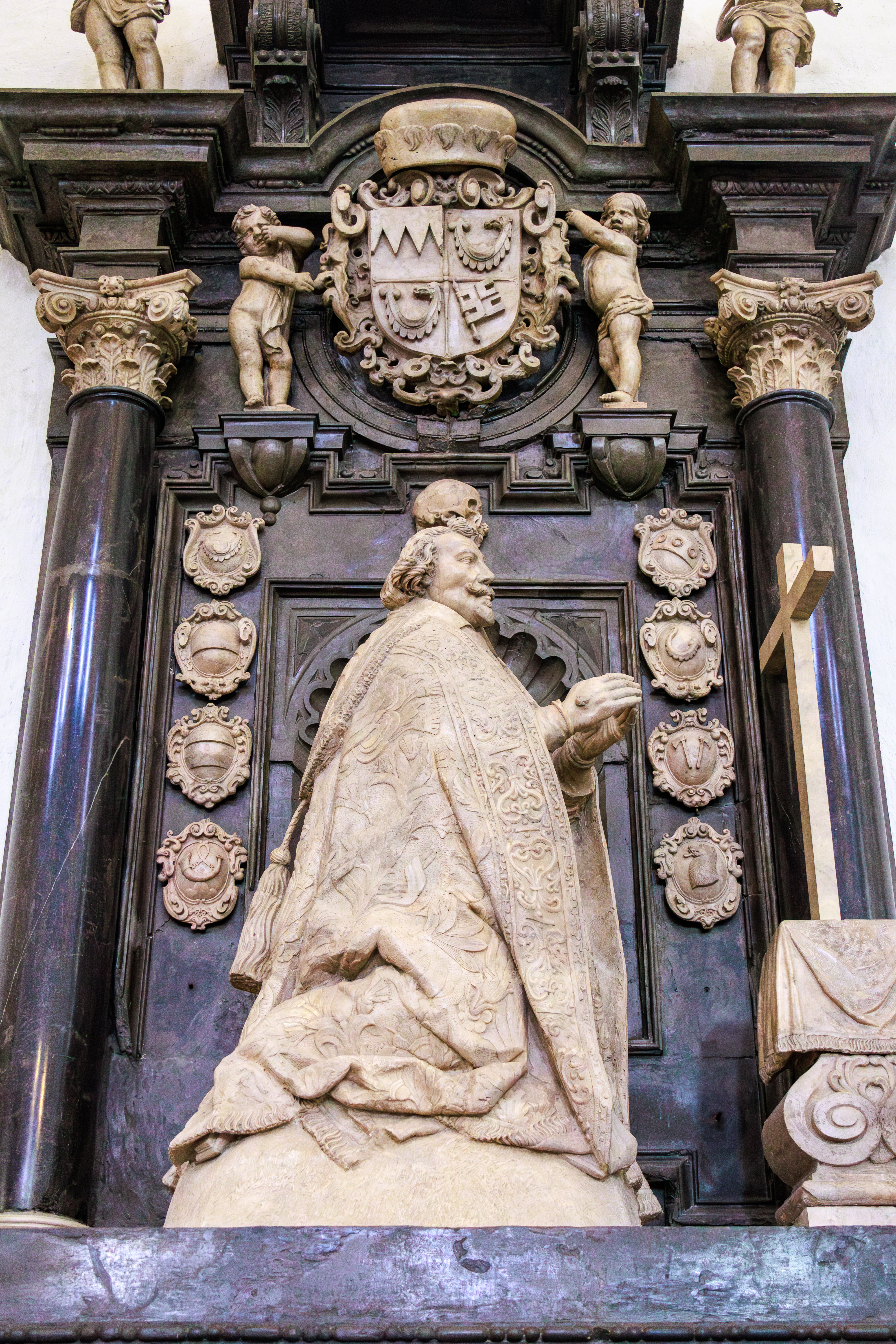
Grabmal Philipp Adolf von Ehrenberg im Würzburger Dom

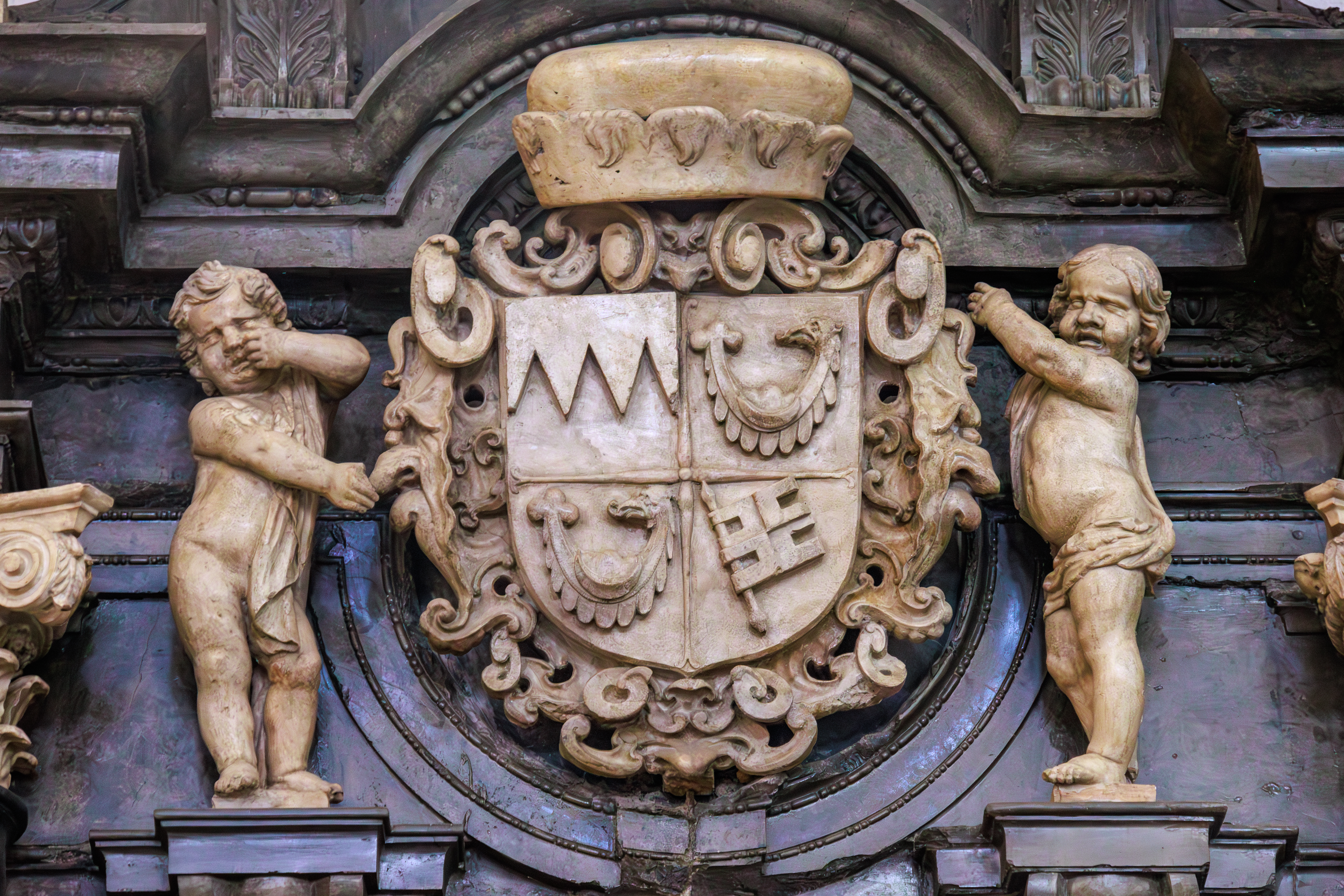
Wappen des Fürstbischofs an seinem Grabmal

Sein von Johann Philipp Preuß von 1667 bis 1669 geschaffenes barockes Grabmal (mit etwa sieben Meter Höhe und etwa 2,6 Meter Breite) erhielt er im Würzburger Dom, ursprünglich an einem Langhauspfeiler und nach dem Einsturz der nördlichen Hauptschiffwand 1946 und der unter unvollständiger Rekonstruktion im nördlichen Seitenschiff.